# Марямполь (Опочинський повіт)
Марямполь (пол. Mariampol) — село в Польщі, у гміні Парадиж Опочинського повіту Лодзинського воєводства.
Населення — 90 осіб (2011).
У 1975-1998 роках село належало до Пйотрковського воєводства.

## Демографія
Демографічна структура станом на 31 березня 2011 року:
|          | Загалом | Допрацездатний вік | Працездатний вік | Постпрацездатний вік |
| -------- | ------- | ------------------ | ---------------- | -------------------- |
| Чоловіки | 49      | 13                 | 30               | 6                    |
| Жінки    | 41      | 4                  | 22               | 15                   |
| Разом    | 90      | 17                 | 52               | 21                   |